# Пшебруд
Пшебруд (пол. Przebród) — село в Польщі, у гміні Сувалки Сувальського повіту Підляського воєводства.
Населення — 305 осіб (2011).
У 1975-1998 роках село належало до Сувальського воєводства.

## Демографія
Демографічна структура станом на 31 березня 2011 року:
|          | Загалом | Допрацездатний вік | Працездатний вік | Постпрацездатний вік |
| -------- | ------- | ------------------ | ---------------- | -------------------- |
| Чоловіки | 145     | 42                 | 95               | 8                    |
| Жінки    | 160     | 49                 | 86               | 25                   |
| Разом    | 305     | 91                 | 181              | 33                   |